# Аґрафінувка
Аґрафінувка (пол. Agrafinówka) — село в Польщі, у гміні Філіпув Сувальського повіту Підляського воєводства.
Населення — 49 осіб (2011).
У 1975-1998 роках село належало до Сувальського воєводства.

## Демографія
Демографічна структура станом на 31 березня 2011 року:
|          | Загалом | Допрацездатний вік | Працездатний вік | Постпрацездатний вік |
| -------- | ------- | ------------------ | ---------------- | -------------------- |
| Чоловіки | 27      | 4                  | 19               | 4                    |
| Жінки    | 22      | 5                  | 10               | 7                    |
| Разом    | 49      | 9                  | 29               | 11                   |